# لوتشيانو باتيستا دا سيلفا جونيور
لوتشيانو باتيستا دا سيلفا جونيور هو لاعب كرة قدم برازيلي، ولد في 29 أغسطس 1999.

## وصلات خارجية
- لوتشيانو باتيستا دا سيلفا جونيور على موقع قاعدة بيانات كرة القدم.إي يو (الإنجليزية)
- لوتشيانو باتيستا دا سيلفا جونيور على موقع Soccerway.com (الإنجليزية)